# هاينريش العاشر
هاينريش المعتز (1108 - 20 تشرين الأول / أكتوبر 1139) كان دوق بافاريا (هاينريش العاشر، 1126-1139)، دوق ساكسونيا (هاينريش الثاني، 1137-1139)، وماركيز توسكانا (1137-1139).
ابن هاينريش الأسود دوق بافاريا وفولفهيلد ابنة ماغنوس بيلونغ، أي أنه عضو في أسرة فلف وما كان من أكثر أهمية أنه وريث أسرة بيلونغ. توفي والداه في عام 1126 (الأب أصبح راهبا قبل فترة وجيزة من وفاته)، وبما أن أخاه الأكبر كونراد قد دخلت الكنيسة وتوفي قبل والديهما، أصبح هاينريش دوق بافاريا. تشارك ممتلكات الأسرة في ساكسونيا وبافاريا وشوابيا مع شقيقه الأصغر ولف دوق سبوليتو.